# أندريه (لاعب كرة قدم مواليد 1983)
أندريه هو لاعب كرة قدم برازيلي في مركز الوسط، ولد في 25 يناير 1983 في كارابيكويبا في البرازيل. لعب مع نادي كروزيرو.